# یان هولوبک
یان هولوبک (لهستانی: Jan Holoubek؛ ‏ زادهٔ ۴ مارس ۱۹۷۸) فیلم‌بردار و کارگردان فیلم اهل لهستان است.

## گزیدهٔ فیلم‌شناسی

### کارگردان
- سیل (۲۰۲۲)
- ۲۵ سال بی‌گناهی (۲۰۲۰)
- خبرچینان – پدران و دختران (۲۰۱۹)
- لجن‌زار (۲۰۱۸)

### فیلم‌بردار
- کروک - زمزمه‌های شبانگاهی (۲۰۱۸)
- پزشکان (۲۰۱۴–۲۰۱۲)
- نشانه‌گذاری‌شده (۲۰۰۹)
- در خیابان سپولنی (۲۰۰۸–۲۰۰۳)
- مکمل (۲۰۰۲)
- شوپن: میل به عاشقی (۲۰۰۲)